# The Hot Adult Contemporary Tracks chart
The Hot Adult Contemporary Tracks chart – tidligere kendt som henholdsvis Adult Contemporary Singles og Adult Contemporary er en hitliste i USA. På listen findes ugens mest populære sange inden for genrene pop og adult contemporary, udregnet på baggrund af airplay og salgstal. Magasinet Billboard magazine udgiver hitlisten.
| Musik | Spire Denne musikartikel er en spire som bør udbygges. Du er velkommen til at hjælpe Wikipedia ved at udvide den. |